# 王鍾 (明朝)
王钟，江西玉山人，是一名明朝政治人物。
王钟曾于1465年接替王琼任崇明县知县一职，1465年由汪贵接任。